# Der von Kürenberg
Der von Kürenberg, o Der Kürenberger, entrambi traducibili in italiano come "Quello di Kürenberg" (fl. XII secolo), è stato uno dei primi poeti bavaresi, attivo nel XII secolo.

## Biografia
Di nobile famiglia, originario della regione di Linz, fu un minnesänger. Alcune delle quattordici strofe che di lui ci sono rimaste, scritte fra il 1150 e il 1170 e conservate nel Codice Manesse sono considerate poesie indipendenti, forse scritte prima che si formulasse il concetto di amore cortese. I personaggi non sono trattati nella forma stilizzata che successivamente fu abituale in questo genere di poesia. La sua arte, come quella di Dietmar von Aist, rende ipotizzabile l'esistenza di una propria poetica austriaca, precedente l'influsso determinante della poesia provenzale.
«Nessuna traccia vi è ancora in lui del culto della donna. La donna non è la domina, la dama; con ogni probabilità è una giovane nubile. Il cavaliere chiamato alla caccia col falcone sa anche che le donne si lasciano facilmente addomesticare; a sua volta la donna sospira e arrossisce quando sola, di notte, nell'intimità della sua camera (in camicia), pensa a lui ma è poi capace di minacciare di espellerlo dal suo paese, se egli non darà ascolto alla sua richiesta d'amore» […] La poesia lirica di Kürenberger è in realtà lirico-drammatica, composta di quadretti ben distinti nelle singole strofe; e presenta quindi sorprendenti somiglianze con la ballata popolare, che è drammatica più che propriamente epica, perché elimina l'azione vera e propria, risolvendola in dialogo, in questo caso in una vera e propria tenzone amorosa».
Le sue poesie, composte quasi esclusivamente nella forma della strofa nibelungica, il lungo verso dell'antica lingua germanica, narrano brevi storie e danno vive immagini utilizzando poche parole. La più nota è La canzone del falcone, dove il falcone designa, eccezionalmente, il cavaliere amato ed è perciò la donna a cantare:
| La canzone del falcone | Traduzione |
| --- | --- |
| Ich zôch mir einen valken mêre danne ein jâr. dô ich in gezamete als ich in wolte hân und ich im sîn gevidere mit golde wol bewant, er huop sich ûf vil hôhe und floug in anderiu lant. Sît sach ich den valken schône fliegen: er fuorte an sînem fuoze sîdîne riemen, und was im sîn gevidere alrôt guldîn. got sende si zesamene die gerne geliep wellen sin! | Allevai un falcone per più di un anno ormai domestico come io volevo adorno di piume di oro, volò fuggendo il falcone in altro cielo Vidi allora volare il bel falcone: lacci di seta brillavano alle zampe, tutte le piume eran rosse e d'oro: unisca Dio chi si vuole amare! |